# Iván Ríos
Pour les articles homonymes, voir Rios.
José Juvenal Velandia, connu sous le nom d'Iván Ríos, (19 décembre 1961 – 3 mars 2008), né à San Francisco (Putumayo), en Colombie, était le chef du « Bloc José María Córdova » des FARC, et le plus jeune membre du Secrétariat, la plus haute instance de ce mouvement guérillero.

## Biographie
Il étudie l’économie à l'université de Bogotá et milite avec les jeunesses communistes, qui deviendront une composante de l'Union patriotique. Mais la violente répression qui ensanglante le parti le décide à s’éloigner du militantisme légal et à passer à l'action armée. Il intègre d'abord une structure urbaine de la guérilla avant de partir pour les montagnes. Il pourrait entre ces deux périodes avoir suivi une formation militaire en Union Soviétique, sans néanmoins qu'il y ait de certitude à ce sujet. 
Membre des FARC, son instruction politique et sa maitrise du fait militaire lui permettent de progresser rapidement dans les échelons hiérarchiques du mouvement. Il devient membre de l'état-major central de la guérilla dans les années 1990, puis du secrétariat en 2003, après la mort d'Efraín Guzmán. Il acquiert une visibilité médiatique au cours des négociations du Caguan avec le gouvernement Pastrana, durant lesquelles il négocie avec d'autres guérilleros contre des représentants gouvernementaux. Il contribue également au cours de cette période au lancement du Parti communiste colombien clandestin ; une extension civile des FARC active en milieu urbain pour y diffuser la propagande du groupe insurgé.

## Assassinat
Il est assassiné durant son sommeil avec sa compagne par un de ses gardes du corps, le 3 mars 2008, dans une zone montagneuse du département de Caldas,. Les forces armées colombiennes cherchaient à le localiser lorsqu'un membre des FARC (Pedro Pablo Montoya) surnommé « Rojas », apporta le 6 mars 2008 une main droite humaine coupée, un ordinateur portable et une carte d'identité aux militaires. Rojas affirma que tout cela appartenait à Ríos et que ce dernier avait été son chef. Il affirma avoir tué Ríos trois jours plus tôt. L'étude des empreintes digitales prouva que la main coupée était bien celle de Ríos. Les forces armées colombiennes purent ensuite récupérer le reste du corps avec l'aide du déserteur. Comme souvent après la mort d'un commandant de la rébellion son corps est exposé aux médias.
Il semblerait que le mobile de l'assassinat ait été la prime de 2,6 millions de dollars offerte pour la capture de Iván Ríos. Finalement Rojas reçut comme récompense une prime de 5 milliards de pesos (environ 2 millions d'euros). D'autres raisons ont été avancées pour expliquer cet assassinat, comme la possibilité d'une situation de famine vécue par les guérilleros de l'unité commandée par Ivan Rios (ce qui est démenti par Rojas lui-même) ou l'imminence d'une purge de ses éléments soupçonnés d'envisager la désertion (ce que dément un autre déserteur qui estime que Rojas a inventé cette explication pour atténuer l'aspect déshonorant de son acte).
Les FARC annoncent nommer Mauricio Jaramillo (es) au secrétariat pour le remplacer.
Le 3 août 2019, Pedro Pablo Montoya "Rojas" est assassiné par deux hommes encagoulés.